# Mohammad-Reza Shajarian
Mohammad-Reza Shajarian (persiska: محمدرضا شجریان), född 23 september 1940 i Mashhad, död 8 oktober 2020 i Teheran, var en iransk sångare.

## Karriär
Shajarian slog igenom på 1960-talet och har haft en mycket stor betydelse för den persiska konstmusiken, särskilt sångtraditionen radif. Radif har en mycket lång historia, som bevarats och utvecklats samt genom muntlig tradition förts vidare, i likhet med berättelser i samhällen utan skriftspråk. Radif-musiken har även starka kopplingar till strikta versmått som återfinns i persisk, turkisk, arabisk, pakistansk och indisk poesi och lyrik. Shajarian kom att i vuxen ålder ge nytt liv åt flera hundra år gamla persiska sånger. Han studerade för gamla mästare och konstruerade nya instrument. Hans texter hämtades ofta från gamla persiska dikter, men även från samtida poeter.
Mohahmad Reza Shajarian fick 1999 Unescos Picassopris som delas ut till musiker eller musikaliska institutioner vars verksamhet har bidragit till att berika och utveckla musiken. Han var i Sverige vid ett tiotal tillfällen, sista gången i september 2009 då han uppträdde i Berwaldhallen i Stockholm.

## Diskografi
- Raast-Panjgaah concert med Mohammad Reza Lotfi (1976).
- Chehre be Chehre med Mohammad Reza Lotfi (1977).
- Aastaan e Jaanaan med Parviz Meshkatian och Naaser Farhangfar (1982).
- Bidaad med Parviz Meshkatian och Aref Ensemble (1985).
- Be yaad e Aaref with Mohammad Reza Lotfi in Bayaat e Turk (1986).
- Ghasedak  med Parviz Meshkatian och Homayoun Shajarian (1994).
- Zemestaan Ast' med Hossein Alizadeh och Keyhan Kalhor (1999).
- Devoid Grail med Fereydoun Shahbazian (2004).